# Oskar Baur
Oskar Baur (* 21. Dezember 1902 in Eßlingen am Neckar, Württemberg; † unbekannt) war ein deutscher politischer Häftling im KZ Buchenwald, nach der Befreiung 1945 Führer durch die Gedenkstätte.

## Lebensdaten
Baur war bis 1945 im KZ Buchenwald als politischer Häftling interniert. Er trug die Häftlingsnummer 10584. Nach der Einrichtung der Nationalen Mahn- und Gedenkstätte Buchenwald war er dort als Führer für Besuchergruppen tätig.